# 녹스 챔블린

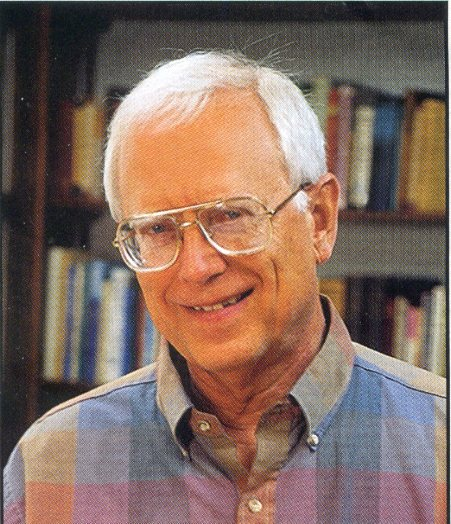
녹스 챔블린박사(John Knox Chamblin)

녹스 챔블린(Knox Chamblin, 1935년 12월 28일 - 2012년 2월 7일)은 미국 미시시피주 잭슨시에 있는 리폼드 신학교에서 신약신학 교수를 하였다.

## 생애
녹스 챔블린은 1935년 12월 28일 존스 밀러 챔플린과 올리버 녹스 챔블린 사이에서 태어났다. 그는 미시시피주 잭슨시에서 성장하고, 휘튼 대학교, 콜롬비아 신학교, 캠브리지 대학교, 유니언 신학교(Th.D., 1975)에서 공부하였다. 리폼드 신학교에서 수년동안 강의하며 여러권의 저서를 출판하였다. 그의 강의는 언제나 열정적인 수업이었다. 예수 그리스도에 대하여 강의할 때는 눈물을 흘리면서 감동적인 수업을 진행했다. 실력과 신앙과 인품이 훌륭한 교수였다.